# Nokia 6220 Classic
Nokia 6220 Classic je mobilní telefon od Finské společnosti Nokia. Jde o smartphone, který pracuje na platformě Symbian.

## Stručná charakteristika
Nokia 6220 Classic (někdy označovaná jako Nokia 6220c) je smartphone s operačním systémem Symbian. Telefon podporuje sítě GSM i 3G sítě UMTS, včetně nadstavby HSDPA (maximálně 3,6 Mbit/s).
Hlavní vlastnosti:
- OS Symbian 9.3 (feature pack 2]
- procesor ARM 11- 369 MHz, 128 MB RAM
- 5 Mpix fotoaparát s automatickým ostřením a xenonovým bleskem (video s rozlišením až 640x480)
- integrovaný GPS přijímač
- podpora datových přenosu GPRS/EDGE/UMTS/HSDPA
- natáčení videosekvencí ve VGA rozlišení (640x480)
- QVGA displej 2,2 palce(240x320)